# Sanzinia
Sanzinia is een geslacht van slangen uit de familie reuzenslangen (Boidae).

## Naam en indeling
De wetenschappelijke naam van de groep werd voor het eerst voorgesteld door John Edward Gray in 1849.
Het geslacht Sanzinia was lange tijd monotypisch; het werd slechts vertegenwoordigd door een enkele soort; de Madagaskar-hondskopboa (Sanzinia madagascariensis). Sinds 2014 echter wordt er een tweede soort erkend; Sanzinia volontany, die een ander verspreidingsgebied heeft en ook uiterlijk enigszins afwijkt. Deze tweede soort werd eerder gezien als een ondersoort van de Madagaskar-hondskopboa.

## Verspreiding en habitat
Beide soorten komen endemisch voor op het Afrikaanse eiland Madagaskar.

## Beschermingsstatus
Door de internationale natuurbeschermingsorganisatie IUCN is alleen aan de Madagaskar-hondskopboa een beschermingsstatus toegewezen. Deze slang wordt beschouwd als 'veilig' (Least Concern of LC).

### Soorten
Het geslacht omvat de volgende soorten, met de auteur en het verspreidingsgebied.
| Naam                                               | Auteur                 | Verspreidingsgebied  |
| -------------------------------------------------- | ---------------------- | -------------------- |
| Madagaskar-hondskopboa (Sanzinia madagascariensis) | Duméril & Bibron, 1844 | Oostelijk Madagaskar |
| Sanzinia volontany                                 | Vences & Glaw, 2004    | Westelijk Madagaskar |